# Pieter van den Bosch (pittore 1604/1628)
Pieter van den Bosch, detto "il giovane" (de jonge) (Leida, tra il 1604 e il 1628 – dopo il 1649), è stato un pittore olandese del secolo d'oro.

## Biografia
Nacque presumibilmente a Leida nel 1628, data la scarsità di notizie che lo riguardano: è citato per aver firmato un documento nella sua città natale nel 1644. Probabilmente operò anche a Parigi, come si evince dalle caratteristiche del suo stile.
Realizzò principalmente nature morte, dipinse soggetti di genere di ambientazione rurale, soprattutto fattorie, anche in combinazione con nature morte. Subì l'influenza di Willem Kalf, Abraham Willemsen e Peter van Boucle, le cui opere, essendo firmate con PVB, erano spesso confuse con quelle di van den Bosch. 
Ricavò, inoltre, proventi dalle aste organizzate in associazione con Dirck Hals.